# Enciclopedia dei pianeti extrasolari
L'Enciclopedia dei pianeti extrasolari (in francese Encyclopédie des planètes extrasolaires) è un sito di astronomia, fondato a Parigi da Jean Schneider nel febbraio 1995, costituito da un database di tutti i pianeti extrasolari conosciuti e candidati attualmente.
Il database del catalogo principale è costituito da tutti i pianeti extrasolari confermati oggi, e da un database con i rilevamenti dei pianeti non confermati. I database vengono frequentemente aggiornati con i nuovi dati provenienti da pubblicazioni e conferenze.
Nelle loro pagine, i pianeti sono elencati con le loro proprietà di base, come l'anno della scoperta, massa, raggio, periodo orbitale, semiasse maggiore, eccentricità, inclinazione, longitudine del periastro, tempo del periastro, variazione nella curva di luce, e tempo di transito.
Le pagine dei dati del pianeta contengono anche i dati della stella madre, come il nome, la distanza, il tipo spettrale, la temperatura effettiva, la magnitudine apparente, massa, raggio, età ed altri dati fisici e astrometrici. L'unica mancanza nei dati stellari è la luminosità.